# Vivaldo Frota
Vivaldo Barros Frota (Boca do Acre, 7 de dezembro de 1928 — Manaus, 16 de janeiro de 2015) foi um professor e político brasileiro,  governador do Amazonas de 1990 a 1991.

## Formação acadêmica
Filho de Osvaldo Daltro Pinto da Frota e de Maria José de Barros Frota. Graduado em direito na Universidade Federal do Amazonas em 1953, instituição na qual disputou a cátedra em junho de 1960, tendo publicado em razão disso a tese A educação e o crime.

## Atividades político-profissionais
Consultor jurídico da Comissão de Estradas de Rodagem do Amazonas em 1954, tornou-se servidor público da Secretaria de Segurança, fazendo carreira junto ao Departamento de Polícia. No primeiro governo Gilberto Mestrinho foi corregedor de polícia, delegado de Ordem Política e Social (1961) e chefe de polícia (1962), assumindo depois a chefia da Casa Civil e, cumulativamente, a Secretaria de Justiça. Em 1963 tornou-se auditor do Tribunal de Contas do Estado e entre 1967 e 1969 foi presidente da seccional amazonense da Ordem dos Advogados do Brasil, sendo nomeado conselheiro suplente do TCE em 1971.
Filiado à Aliança Renovadora Nacional (ARENA), foi eleito primeiro suplente de deputado federal em 1974, e deputado federal em 1978. Com o fim do bipartidarismo, entrou no Partido Democrático Social (PDS) em 1980, reelegendo-se em 1982. Em sua estadia na Câmara dos Deputados votou contra a Emenda Dante de Oliveira e em Paulo Maluf no Colégio Eleitoral, nada que o impedisse, porém de ingressar no Partido da Frente Liberal (PFL).
Eleito vice-governador do Amazonas na chapa de Amazonino Mendes em 1986, assumiu o governo em abril de 1990, quando o titular renunciou para disputar o Senado. Após o pleito, Frota foi sucedido no Palácio Rio Negro por Gilberto Mestrinho.
Em 1994 foi candidato a deputado federal pelo PPR, ficando na terceira suplência.